# Niewiemko
Niewiemko est une localité polonaise de la gmina de Budzyń, située dans le powiat de Chodzież en voïvodie de Grande-Pologne.